# Satsuma (frukt)
Satsuma (Citrus reticulata, Unshiu-gruppen), hellre satsumor än satsumas i plural, är en grupp av sorter inom arten småcitrus (C. reticulata). Den har sitt ursprung i Japan där den heter "unshū mikan" (japanska: ウンシュウミカン eller 温州蜜柑).

## Frukten
Frukten är känd på flera europeiska språk som "satsuma" eftersom de första satsumor som exporterades västerut kom från den dåvarande Satsumaprovinsen i Japan. Satsumor har en gul- och grönaktig nyans även i moget tillstånd, till skillnad från en mogen clementin som är mer orange. Båda saknar i allmänhet frön (kärnor). Satsuman har en sötsyrlig smak och är i allmänhet mindre söt än clementinen. Satsumor säljs främst i oktober till januari samt i mars.
Citrus Unshiu har figurerat i ett antal studier där man mätt innehållet av synefrin i fruktjuice. Nivåer på mellan 73,3 och 158,1 mg per liter uppmättes.

## Synonymer
Citrus nobilis var. unshiu Swingle
Citrus unshiu (Swingle) Marc.

## Galleri

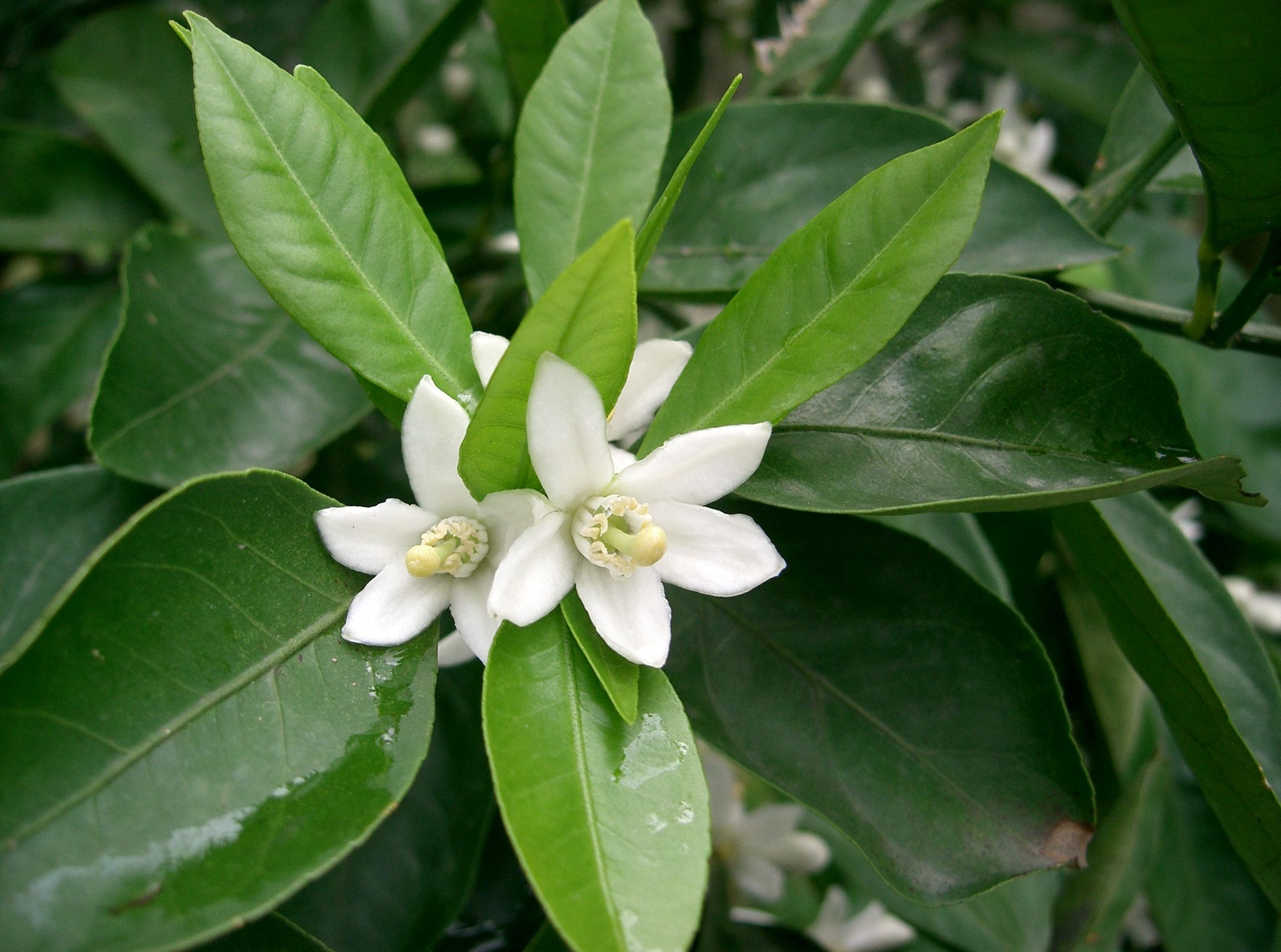
Blommande satsuma.
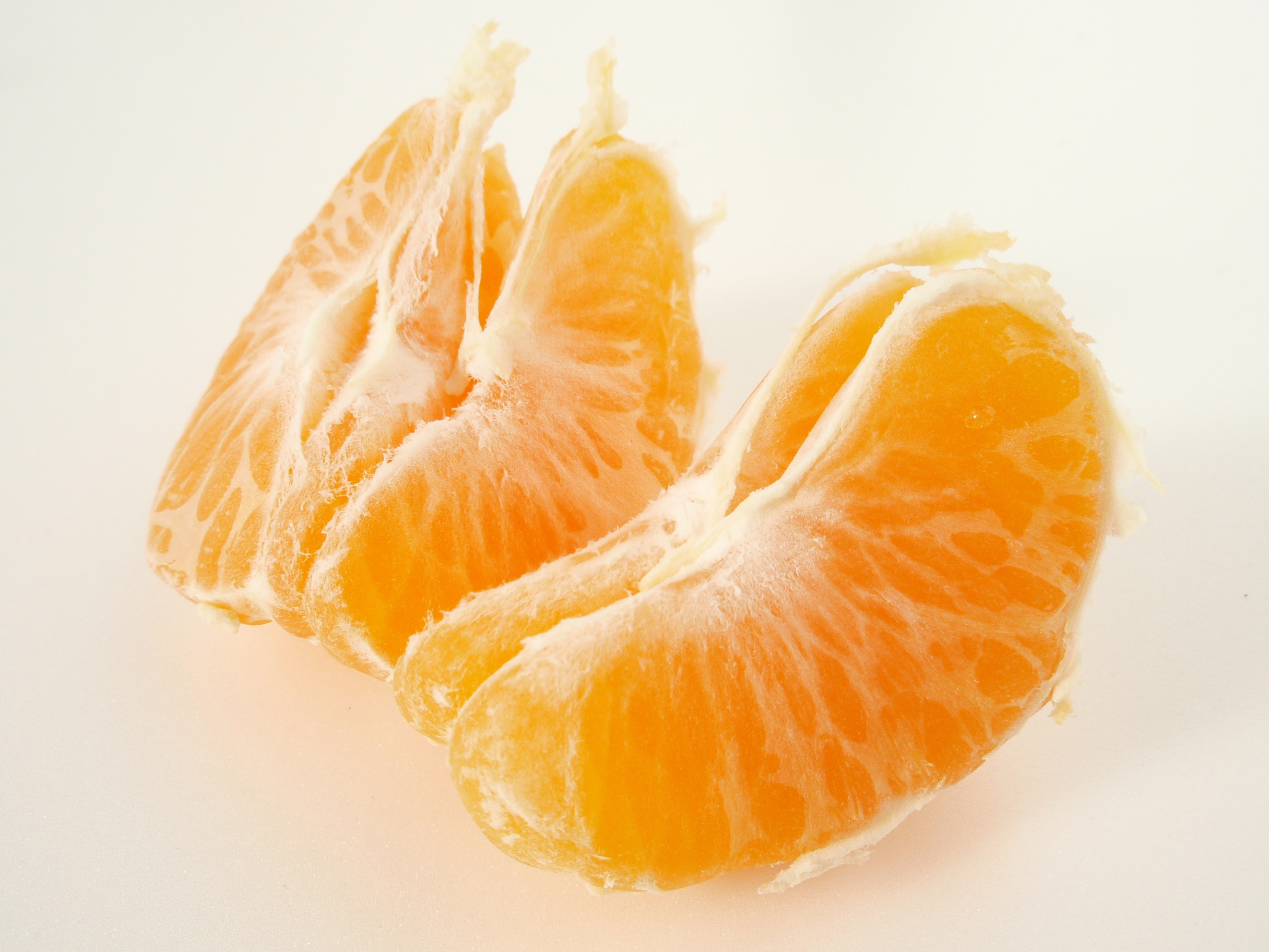
Satsumaklyftor.